# Lettere di Paolo

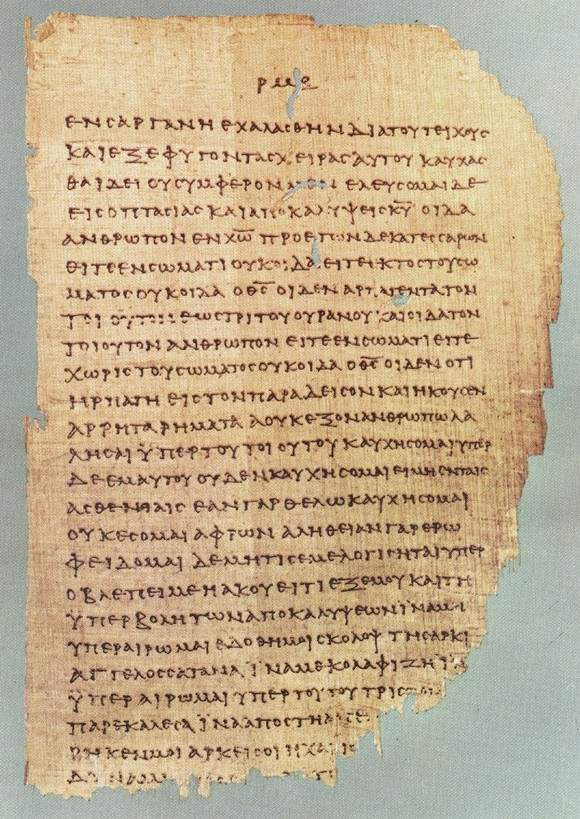
Frammento del Papiro 46, datato al III secolo contenente i versetti della Seconda lettera ai Corinzi. Il Papiro 46 è il più antico manoscritto esistente riportante brani di lettere di Paolo.

Le lettere di Paolo sono tredici testi contenuti nel canone del Nuovo Testamento e attribuiti dalla tradizione all'apostolo Paolo di Tarso, in cui l'autore scrive a varie comunità da lui fondate o visitate nei suoi viaggi apostolici o a persone a lui care. L'autenticità di alcune di queste lettere è dibattuta dagli studiosi contemporanei.
In passato la Chiesa cattolica attribuì a Paolo di Tarso anche la Lettera agli Ebrei, nella quale non è indicato il nome dell'autore; tale lettera è oggi ritenuta, pressoché unanimemente, essere di un altro autore. Si sono inoltre conservate alcune lettere che affermano di essere state scritte da Paolo, ma che sono ritenute apocrife dalla maggioranza degli esegeti.

## I testi

### Lettere attribuite a Paolo
- Lettera ai Romani;
- Prima lettera ai Corinzi;
- Seconda lettera ai Corinzi;
- Lettera ai Galati;
- Lettera agli Efesini;
- Lettera ai Filippesi;
- Lettera ai Colossesi;
- Prima lettera ai Tessalonicesi;
- Seconda lettera ai Tessalonicesi;
- Prima lettera a Timoteo;
- Seconda lettera a Timoteo;
- Lettera a Tito;
- Lettera a Filemone.

Le due lettere a Timoteo e la lettera a Tito sono spesso raggruppate sotto il nome di «lettere pastorali».

### LaLettera agli Ebrei
La Lettera agli Ebrei, che segue alle precedenti come 19º libro del Nuovo Testamento, è compresa nel canone biblico stabilito dal Concilio di Roma del 382, che è accolto nella Chiesa cattolica e in numerose altre confessioni cristiane. 
Diversamente dalle epistole precedenti, ha la particolarità di non menzionare esplicitamente il nome dell'autore, come anticipa il riferimento del prologo (Ebrei 1:1-4) a Gesù Cristo, il Figlio di Dio Salvatore, assiso alla destra del Padre e superiore a tutti gli angeli. Inoltre, lo stile utilizzato in questa epistola è assai diverso da quello delle altre lettere paoline e oggi gli studiosi, pressoché concordemente, ritengono non sia stata scritta da Paolo; alcuni esegeti recenti propendono nell'attribuirla ad Apollo, giudeo di Alessandria d'Egitto, di cui si parla negli Atti degli Apostoli e nella Prima lettera ai Corinzi. Per questi motivi la lettera è oggi stampata, in moltissime edizioni della Bibbia in lingue occidentali, al termine dell'epistolario paolino, benché in molti manoscritti antichi si trovi fra le prime lettere di Paolo.

## Ordinamento nel Nuovo Testamento

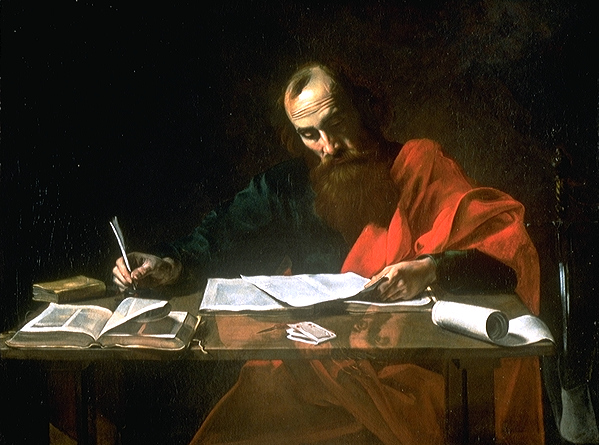
Valentin de Boulogne o Nicolas Tournier, San Paolo che scrive le sue lettere, XVI secolo circa.

Sin dai più antichi manoscritti biblici, e tuttora nelle edizioni a stampa, le lettere di Paolo sono disposte seguendo un ordine non cronologico, ma che riflette piuttosto, seppure con alcune eccezioni, la diversa lunghezza delle lettere stesse: le prime lettere sono quelle più lunghe, mentre quella di Filemone, che chiude la raccolta, è la più breve.
La lettera agli Ebrei, che non menziona il suo autore, è un caso a parte e viene posta dopo le lettere paoline e prima delle lettere cattoliche.
| Lettera                          | Lunghezza (lettere nell'originale greco) |
| -------------------------------- | ---------------------------------------- |
| Lettera ai Romani                | 34.410                                   |
| Prima lettera ai Corinzi         | 32.767                                   |
| Seconda lettera ai Corinzi       | 22.280                                   |
| Lettera ai Galati                | 11.091                                   |
| Lettera agli Efesini             | 12.012                                   |
| Lettera ai Filippesi             | 8.009                                    |
| Lettera ai Colossesi             | 7.897                                    |
| Prima lettera ai Tessalonicesi   | 7.423                                    |
| Seconda lettera ai Tessalonicesi | 4.055                                    |
| Prima lettera a Timoteo          | 8.869                                    |
| Seconda lettera a Timoteo        | 6.538                                    |
| Lettera a Tito                   | 3.733                                    |
| Lettera a Filemone               | 1.575                                    |

## Dibattito sull'attribuzione
La moderna critica biblica è divisa sull'attribuzione delle lettere. Se un gruppo di lettere è comunemente riconosciuto come sicuramente paolino, alcune sono invece in discussione e altre sono generalmente considerate come pseudoepigrafiche, cioè non scritte da Paolo, ma a lui attribuite per dare maggiore autorevolezza agli scritti.
L'importanza di una attribuzione non-paolina varia a seconda dell'epistola considerata. Secondo alcuni studiosi le sette epistole non contestate sembrano presentare una visione più docetica e gnostica di quelle oggetto di discussione, più ortodosse. Elaine Pagels dell'Università di Princeton, specializzata nello studio dello gnosticismo, ha ad esempio teorizzato l'appartenenza di Paolo a questa corrente, ma questa idea non ha incontrato accettazione negli ambienti accademici.
Rileva notare che Paolo non scriveva tutte le lettere di suo pugno, ma che si avvaleva della collaborazione di qualche segretario o scriba, fonte di differenze grafiche e stilistiche fra i diversi manoscritti (come attesta Romani 16,22).
Paolo autenticava tutte le lettere, anche quelle dettate, con la sua firma:
(2 Tessalonicesi 3,17 (Nuova Riveduta))

### Lettere autentiche
L'attribuzione a Paolo è diffusamente riconosciuta per:
- Prima lettera ai Tessalonicesi.
- Prima lettera ai Corinzi;
- Seconda lettera ai Corinzi;
- Lettera a Filemone;
- Lettera ai Filippesi;
- Lettera ai Galati;
- Lettera ai Romani.

### Lettere di dubbia autenticità
L'attribuzione è oggetto di discussione per:
- Lettera ai Colossesi;[Nota 2]
- Seconda lettera ai Tessalonicesi.

La Seconda lettera ai Tessalonicesi è molto simile alla prima dal punto di vista stilistico, ma notevolmente differente da quello teologico, in particolare per quanto riguarda la trattazione della parusia o seconda venuta, e potrebbe essere un rifacimento tardivo.

### Lettere non autentiche
L'attribuzione è generalmente rifiutata per:
- Lettera agli Efesini;
- Prima lettera a Timoteo;
- Seconda lettera a Timoteo;
- Lettera a Tito.

Le lettere a Filemone, ai Colossesi e agli Efesini costituiscono un gruppo omogeneo per stile, dottrina e circostanze menzionate. Dato che la lettera agli Efesini sembra un ampliamento di quella ai Colossesi, è stato suggerito che anch'essa possa essere un rifacimento tardivo da parte di un discepolo.
Anche le due lettere a Timoteo e quella a Tito sono strettamente imparentate fra loro. Le differenze di stile fra queste lettere, più tarde, e quelle sicuramente attribuite a Paolo sono state interpretate da alcuni come conseguenza della collaborazione di un discepolo alla loro redazione.

## Stile
Nella precedente e coeva letteratura classica greca e latina, le epistole si potevano classificare in due tipi: lettere familiari, in cui la persona si rivolgeva amichevolmente verso l'interlocutore dando notizie di sé e della propria vita; oppure lettere-"trattati" le quali, mediante un linguaggio comunque semplice e confidenziale, trattavano temi teologici e filosofici o scientifici (si pensi alle Lettere a Lucilio di Seneca).
Le lettere di Paolo sono diverse dai due generi sopraccitati: non sono trattati perché partono dalla descrizione di situazioni precise e concrete e, pur esponendo spesso una dottrina, non perdono mai il "contatto" vivo e profondo con la realtà propria dei destinatari. Dall'altra parte non si possono neppure definire lettere "private", perché Paolo non si presenta come "semplice amico", bensì come portavoce di Dio inviato ad evangelizzare e a portare i doni di salvezza del Signore.
Egli ama immensamente i "suoi" cristiani, ma non dimentica di essere anche il loro padre nella fede, che ha il compito di "nutrire e guidare" i suoi figli per le strade di Dio. Paolo vede nelle persone a cui si rivolge, il popolo di Dio invitato alla santità.
Significativo in proposito è il modo con cui Paolo inizia normalmente le sue lettere. Ai Corinzi scrive così: 

## Significato storico

### Gesù nelle lettere di Paolo

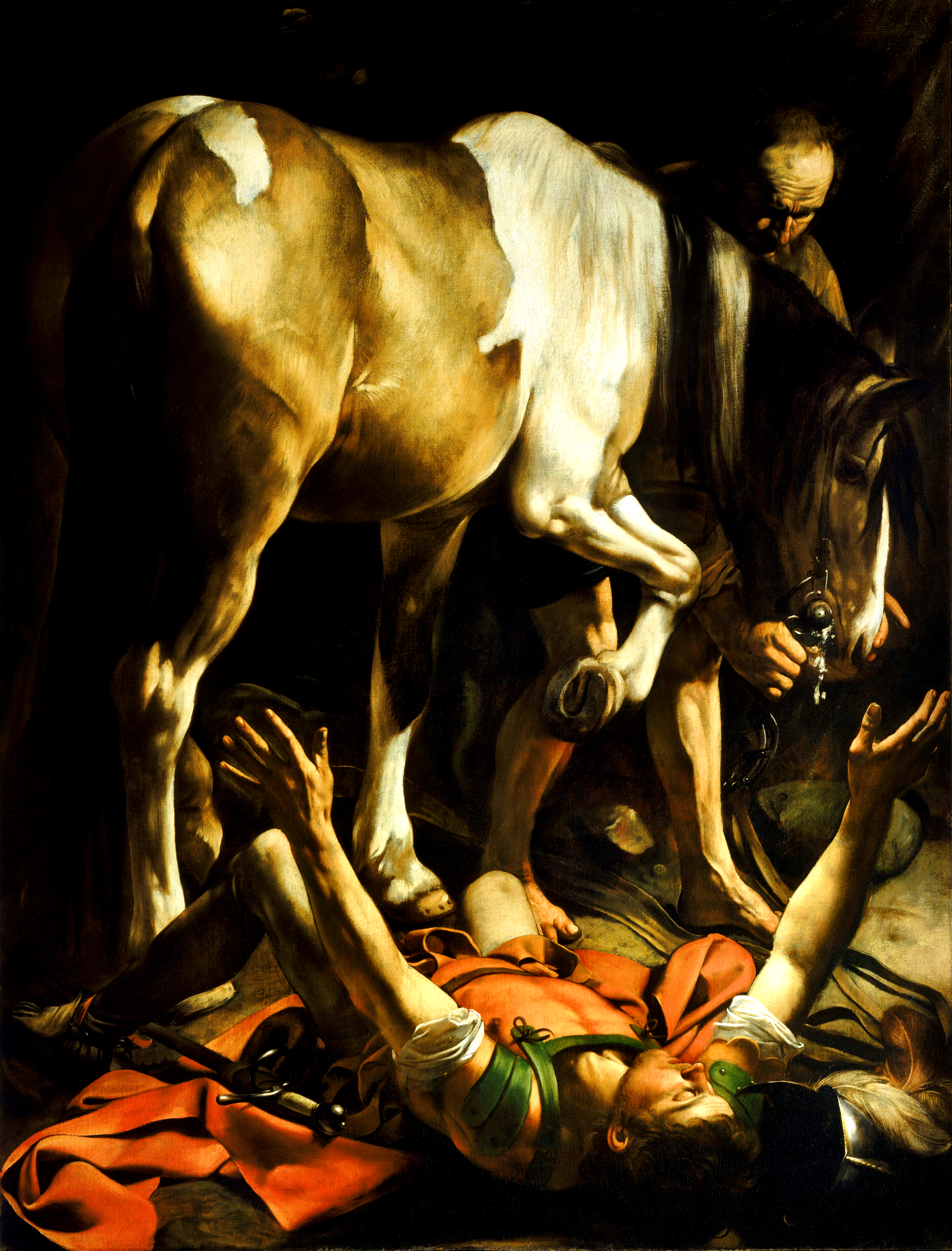
Conversione di San Paolo, dipinto di Caravaggio (1600-1601)

Paolo, stando sia agli Atti degli Apostoli che alle sue stesse lettere, non incontrò mai Gesù; lo conobbe solo dalle proprie visioni e dalle conversazioni con altri cristiani. Ciò nonostante, le sue lettere, scritte in un periodo che va dal 50 al 65, sono state consultate anche per testimonianze riguardo alla storicità di Gesù.
In particolare, nella sua Lettera ai Galati, Paolo dichiara di essere andato a Gerusalemme tre anni dopo aver avuto la visione di Gesù sulla strada per Damasco. Aveva viaggiato in Arabia ed era tornato a Damasco prima di visitare Pietro, che Paolo dice essere un apostolo di Gesù, e Giacomo, "il fratello del Signore", che molti credono essere Giacomo il Giusto. Poi Paolo dice che dopo quattordici anni tornò a Gerusalemme e partecipò a una riunione coi Cristiani di Gerusalemme. La maggior parte degli studiosi ritiene che si tratti del Concilio di Gerusalemme, in cui Paolo iniziò una discussione in cui si dichiarava contrario alla necessità della circoncisione per entrare a far parte del gruppo. Paolo sostiene di aver vinto la disputa, e che Pietro, Giacomo e Giovanni si fossero trovati d'accordo perché lui predicasse fra i Gentili. In seguito Pietro visitò Paolo ad Antiochia. La lettera ai Galati è una fra quelle di Paolo su cui non esistono dispute, quindi questa costituisce il primo riscontro testuale in ordine di tempo sulla storicità di Gesù, in particolare nei passi relativi a un "fratello" e ad alcuni "apostoli" che discutono con Paolo sulle reali intenzioni di Gesù stesso. Gli Atti degli apostoli, scritti venti o, più probabilmente, trent'anni dopo la lettera ai Galati, danno notizie più dettagliate sul concilio.

### Paolo e le prime chiese cristiane
Le lettere di Paolo per i cristiani assumono una basilare importanza, in quanto sono la prima testimonianza della predicazione apostolica. Saulo di Tarso, come già prima di lui Simon Pietro, cambia il proprio nome in Paolo (Atti degli apostoli 9) e passa da un integralismo ebraico (Atti degli apostoli 7,58-8,3), in lotta contro la Chiesa nascente, alla predicazione per la diffusione del Vangelo di Cristo. In questa sua missione passa da una città all'altra del Mar Mediterraneo, durante i suoi quattro viaggi, costituendo numerose Chiese locali e formando nuovi predicatori del Vangelo; lo seguirono anche Luca e Marco, i due evangelisti non apostoli. L'azione di Paolo ebbe un ruolo di particolare rilievo nell'aprire la comunità cristiana ai pagani.

## Altre epistole paoline
Oltre ai testi oggetto della trattazione soprastante, sotto il nome di Paolo circolarono anche altre epistole, ritenute apocrife dal punto di vista sia canonico (e quindi apocrifi del Nuovo Testamento), sia più strettamente storico-filologico.
- Terza lettera ai Corinzi;
- Lettera ai Laodicesi;

La terza lettera ai Corinzi fu considerata canonica per qualche tempo dalla Chiesa apostolica armena. La lettera ai Laodicesi è considerata senz'altro non canonica.
Va infine ricordato anche il carteggio apocrifo di Seneca e Paolo.

### Riferimenti
1. ↑   2Cor 11:33-12:9, su La Parola - La Sacra Bibbia in italiano in Internet.
2. ↑  Cfr, ad esempio:La Bibbia, Edizioni Paoline, 1991, pp. 1722, 1829, ISBN 88-215-1068-9; Bibbia TOB, Elle Di Ci Leumann, 1997, p. 2770, ISBN 88-01-10612-2; Bibbia di Gerusalemme, EDB, 2011, p. 2843, ISBN 978-88-10-82031-5; Bart Ehrman, Il Nuovo Testamento, Carocci Editore, 2015, pp. 277, 443, 445-446, ISBN 978-88-430-7821-9; Parola del Signore Commentata, traduzione interconfessionale, Nuovo Testamento, LDC/ABU, 1981, p. 652-623. Vedi anche sottostante sezione Lettere attribuite a Paolo e la voce Lettera agli Ebrei.
3. ↑  (LA) Ernst von Dobschütz, The Decretum Gelasianum De Libri Recipiendis et Non Recipiendis, su tertullian.org. URL consultato il 15 agosto 2018 (archiviato il 24 giugno 2007).
4. ↑   Lettera agli Ebrei, su maranatha.it (archiviato il 19 gennaio 2018).
5. ↑   At 18,24, su laparola.net.
6. ↑   1cor 1,12, su laparola.net.), ( 1cor 3,6, su laparola.net.), ( 1cor 4,6, su laparola.net.), ( 1cor 16,12, su laparola.net.
7. ↑  Gerd Theissen, Il Nuovo Testamento, Carocci, 2003.
8. ↑   Rm 16,22, su La Parola - La Sacra Bibbia in italiano in Internet.
9. ↑   Paolo, apostolo e maestro della Torah compiuta - Vatican News, su www.vaticannews.va, 12 settembre 2024. URL consultato il 19 settembre 2024.
10. ↑   2 Tessalonicesi 3,17, su La Parola - La Sacra Bibbia in italiano in Internet.
11. ↑  Pheme Perkins, Reading the New Testament: An Introduction (Paulist Press, 1988), pp. 4-7.
12. 1 2  Felix Just, S.J., «New Testament Letter Structure», Catholic Resources.
13. ↑  1:18-20
14. ↑   At 9, su La Parola - La Sacra Bibbia in italiano in Internet.
15. ↑   At 7,58-8,3, su La Parola - La Sacra Bibbia in italiano in Internet.